# Kawasaki Ki-64
Le Kawasaki Ki-64 « Rob » est un prototype de chasseur lourd conçu par le constructeur japonais Kawasaki lors de la Seconde Guerre mondiale, qui vola en décembre 1943, et dont le programme fut annulé en 1944.

## Programme et conception
Le Ki-64 vola pour la première fois en décembre 1943. Lors de son cinquième vol, le moteur arrière prit feu, et lors de l'atterrissage d'urgence qui s'ensuivit, l'avion fut endommagé.
À la mi-1944, le projet fut abandonné, en raison de l'intérêt pour d'autres projets plus prometteurs. La cellule survécut malgré tout à la fin de la guerre, et quelques parties de l'unique système de refroidissement furent envoyées aux États-Unis sur la base de Wright Field pour examen.

## Caractéristiques et spécifications
Sa première caractéristique notable est de faire partie des avions à propulsion contrarotative. Sa deuxième caractéristique est l'utilisation de la surface des ailes comme radiateur pour les moteurs.

### Motorisation et propulsion

#### Moteurs
Le Ki-64 est propulsé par deux moteurs Kawasaki Ha-40 (en) (lui-même un dérivé du DB601Aa allemand) de 1 159 ch chacun, soit 2 317 ch. Le couple formé par ces deux mêmes moteurs constitue le moteur Kawasaki Ha-201 (en).

#### Montage des moteurs
Ils sont montés, l'un devant le pilote (dans le nez) et l'autre derrière lui (dans le fuselage), et sont couplés par une boîte commune, mais qui ne combine pas la puissance des deux moteurs. La boîte se trouve aussi dans le nez de l'appareil, le moteur arrière lui étant relié par une longue tige entraînante (prenant modèle sur celle du P-39 Airacobra).

#### Propulsion
Chaque moteur entraîne indépendamment une hélice, les deux hélices de l'appareil, situées en avant du nez, étant contrarotatives : le moteur avant entraîne l'hélice arrière, et le moteur arrière entraîne l'hélice avant. Cela diffère de deux autres dispositions contrarotatives notables de cette époque :
- le cas d'un seul moteur entraînant deux hélices contrarotatives, comme le Martin-Baker MB.5,
- le cas où il y a aussi deux moteurs, mais où l'entraînement des hélices n'est pas inversé (moteur avant-hélice avant, moteur arrière-hélice arrière), comme le Fairey Gannet.

Les deux hélices sont tripales. L'hélice avant est à pas variable, tandis que l'hélice arrière est à pas fixe.

### Armement
Le Ki-64 comportait deux possibilités d'armement :
- soit quatre canons Ho-5 (en) de 20 mm,
- soit deux canons Ho-5 de 20 mm et deux mitrailleuses Ho-103 (en) de 12,7 mm.